# Goniobranchus tinctorius
Goniobranchus tinctorius is een slakkensoort uit de familie van de Chromodorididae. De wetenschappelijke naam van de soort is voor het eerst geldig gepubliceerd in 1828 door Rüppell & Leuckart.